# Gravio
Il Gravio è un torrente del Piemonte, affluente in destra idrografica della Dora Riparia. Il suo corso si sviluppa interamente nel territorio della Provincia di Torino e bagna l'omonimo vallone laterale della Valle di Susa.

## Idronimo
Il nome Gravio deriva dal latino glarea (ghiaia), e si riferisce ai depositi ghiaiosi dovuti allo scorrere dei corsi d'acqua; dalla stessa radice derivano anche, ad esempio, i toponimi Gravere o Clarea.
È presente un secondo torrente Gravio (il Gravio di Condove), che confluisce nella Dora in sinistra idrografica nei pressi di Condove.

## Percorso

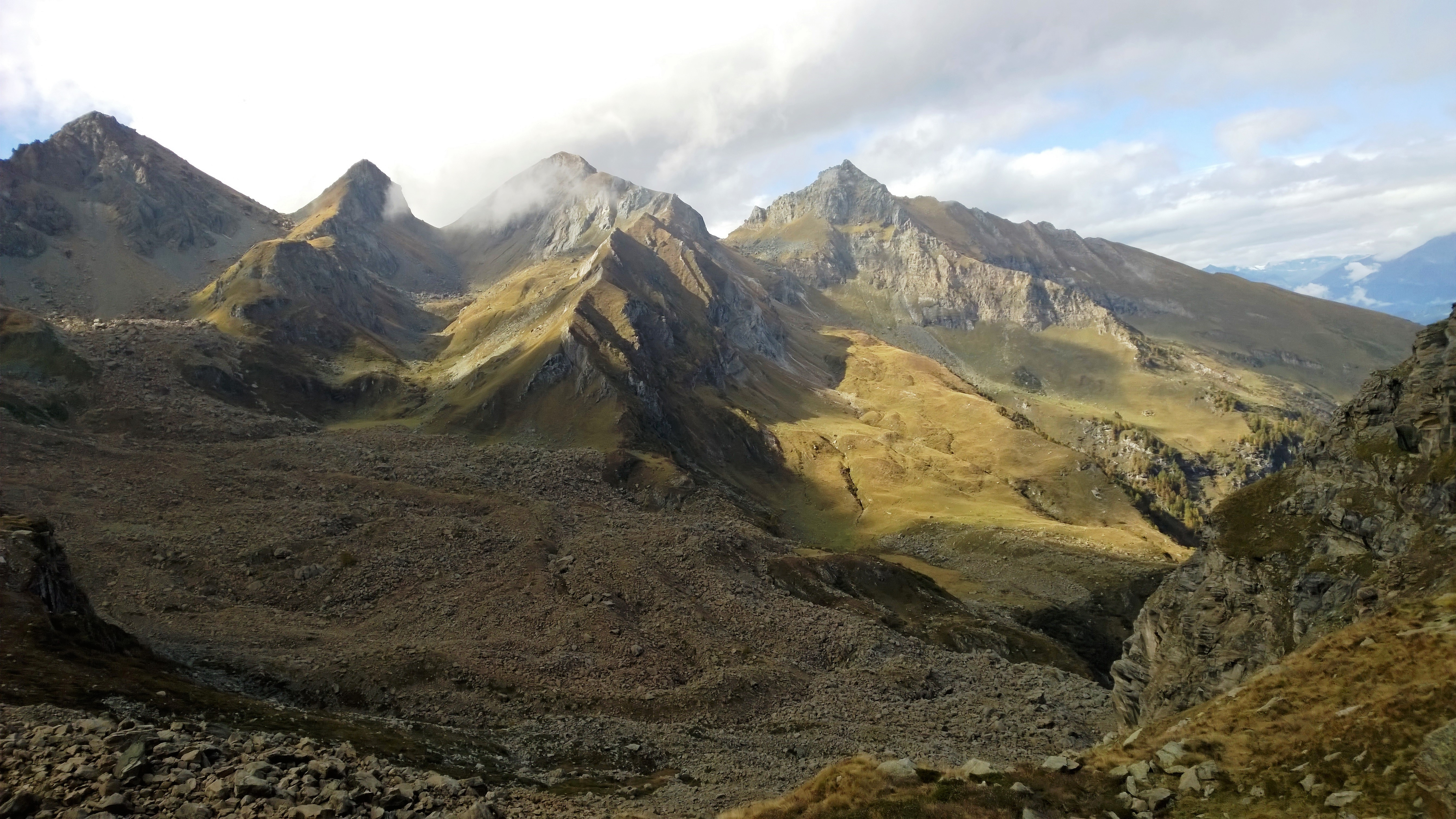
La conca della Cassafrera, nella parte alta del Vallone del Gravio

Il torrente si origina nel parco dell'Orsiera nella conca della Cassafrera Scende poi verso nord e, passato prima nei pressi del rifugio Valgravio, va a lambire l'abitato di Villar Focchiardo. Infine il Gravio viene scavalcato dalla ex SS 25 e raggiunge la Dora Riparia, nella quale confluisce da destra.